# 米粉寮溪
25°10′32″N 121°25′42″E / 25.17556°N 121.42833°E
米粉寮溪，位於台灣新北市淡水區街區北緣的一條溪流，為淡水河的支流。該溪發源於瀾尾埔，流經莊厝、米粉寮、赤牛稠坑、真理大學與淡水高爾夫球場間的山谷、家畜衛生試驗所、嘉新招待所、臺2乙線松濤橋，隨後注入淡水河。
松濤橋東側約500公尺處為國定古蹟紅毛城。

## 臨近景物
- 紅毛城
- 真理大學
- 臺灣淡水高爾夫球場